# 石灰沙群海葵
石灰沙群海葵（学名：Palythoa titanophila）为鞘群海葵科沙群海葵属的动物。分布于越南以及南海西沙群岛等。